# 페르시아의 왕자 (1989년 비디오 게임)
《페르시아의 왕자》(Prince of Persia)는 1989년 브로더번드가 애플 II용으로 개발하고 출시한 시네마틱 플랫폼 게임이다. 조던 메크너가 설계하고 구현하였다. 중세 페르시아를 배경으로 하는 이 게임에서 플레이어는 이름 없는 주인공을 조종하여 여러 지하 감옥을 탐험하면서 사악한 대신 자파르를 물리치고 갇힌 공주를 구해야 한다.
메크너의 첫 비디오 게임인 《가라테카》와 마찬가지로, 《페르시아의 왕자》는 자연스럽고 사실적인 애니메이션을 위해 로토스코핑 기법을 사용했다. 이 과정에서 메크너는 흰옷을 입은 자신의 형제가 곡예 동작을 하는 영상과 《로빈 훗의 모험》과 같은 모험 영화들을 캐릭터 동작의 참고 자료로 활용했다.
이 게임은 평단의 호평을 받았으며, 초기에는 상업적으로 큰 성공을 거두지 못했으나 애플 II 버전이 출시된 이후 다양한 플랫폼으로 이식되면서 많은 판매고를 기록했다. 최초의 시네마틱 플랫포머로 여겨지며 《어나더 월드》와 같은 이 하위 장르의 많은 게임들에 영감을 주었다. 이러한 성공을 바탕으로 《페르시아의 왕자》 시리즈가 탄생했는데, 여기에는 두 편의 후속작인 《페르시아의 왕자 2: 그림자와 불꽃》(1993년)과 《페르시아의 왕자 3D》(1999년), 두 번의 리부트작인 《페르시아의 왕자: 시간의 모래》(2003년)과 이어진 세 편의 후속작, 《페르시아의 왕자》(2008년)가 포함된다.

## 게임플레이

메크너는 게임의 원본 애니메이션을 위한 참고 자료로 자신의 형제를 촬영한 영상을 사용했다(사진: IBM PC 호환 버전).

플레이어의 주요 목표는 이름 없는 주인공을 지하 감옥에서 탈출시켜 시간 내에 요새의 탑으로 인도하는 것이다. 이를 위해서는 함정을 피하고 적대적인 검사들과 싸워야만 한다. 게임은 12개의 레벨로 구성되어 있지만(일부 콘솔 버전은 레벨 수가 더 많다), 게임 진행 상황은 레벨 2 이후부터만 저장하고 나중에 이어서 할 수 있다.
플레이어에게는 작은 빨간 삼각형들로 이루어진 체력 지수가 있으며, 처음에는 3개가 주어진다. 주인공이 피해를 입을 때마다(검에 베이거나, 두 층 높이에서 떨어지거나, 떨어지는 바위에 맞는 등) 이 지수가 하나씩 줄어든다. 게임 곳곳에는 여러 가지 색상과 크기의 물약이 든 작은 항아리들이 있다. 빨간 물약은 체력 지수를 하나 회복시켜주고, 파란 물약은 독이 들어 있어 체력 지수를 하나 감소시킨다. 또한 큰 빨간 물약 항아리는 최대 체력 지수를 하나 늘려주며, 큰 초록 물약 항아리는 일시적으로 공중에 떠 있을 수 있는 능력을 부여한다. 플레이어의 체력이 0이 되면 주인공은 사망한다. 이후 주인공이 사망한 스테이지의 처음부터 다시 시작하게 되지만, 타이머는 그 시점으로 초기화되지 않아 사실상 시간 패널티를 받게 된다. 목숨 수에 대한 카운터는 없지만, 시간이 다 되면 공주가 사라지고 게임이 종료된다. 다만 콘솔 버전에 따라 다음과 같은 차이가 있다.
- DOS 버전에서는 레벨 12의 후반부에 도달한 플레이어가 시간이 종료된 후에도 추가 목숨 없이 계속할 수 있다.

1. 적절한 버튼을 눌러 레벨을 다시 시작하는 것은 사망으로 간주되지 않아 아직 게임 실패가 아니다.
2. 자파르를 죽인 후 너무 높은 곳에서 떨어지는 것을 포함한 모든 플레이어의 사망은 게임 실패로 이어져 공주도 사라진다.
3. 자파르를 물리치고 레벨 12를 살아서 탈출하면 명예의 전당에 마이너스 시간 점수가 기록되더라도 공주를 구할 수 있다.

- 매킨토시 이식 버전에서는 플레이어가 제시간에 레벨 12의 마지막 구역(데이터상 레벨 13으로 저장됨)에 도달하면 게임 오버되지 않는다. 플레이어는 마법의 다리를 건너 떨어지는 타일이 있는 방으로 화면이 전환되어야 '안전'해진다. 이곳에 도달하면 사망하거나 시간이 종료되어도 항상 계속할 수 있다. 다리를 포함해 화면 전환 이전에 시간이 다 되면 평소처럼 게임 오버된다.

- 수퍼 패미컴 리메이크에서는 시간이 다 된 후에도 플레이어가 살아남을 수 있지만, 공주를 구하지 못한 채 게임이 종료된다.

플레이어가 피해야 하는 함정은 세 종류가 있다: 가시 함정, 깊은 구덩이(3층 이상 깊이), 그리고 단두대이다. 이것들에 걸리거나 빠지면 주인공은 즉사한다. 또한 작동 장치 위에 주인공이 서면 잠시 동안 올라가는 문들이 있다. 플레이어는 문이 열려 있는 동안 통과해야 하며, 잠금 장치를 피해야 한다. 때로는 작동 장치와 문 사이에 여러 가지 함정이 있기도 하다.
적대적인 검사들(자파르와 그의 경비병들) 역시 또 다른 장애물이다. 플레이어는 첫 번째 스테이지에서 검을 얻어 이 적들과 싸울 수 있다. 주인공의 검술 동작에는 전진, 후퇴, 베기, 막기, 또는 막은 후 베기의 연계 공격이 있다. 적 검사들도 주인공과 비슷한 체력 지수를 가지고 있다. 이들을 죽이려면 체력 지수가 바닥날 때까지 베거나 싸우는 도중에 함정으로 밀어넣어야 한다.
3단계에서는 해골 검사가 살아나 주인공과 싸운다. 해골은 검으로는 죽일 수 없지만 구덩이에 빠뜨려서 물리칠 수 있다.
4단계에서는 불길한 라이트모티프와 함께 등장하는 마법 거울이라는 독특한 함정이 있는데, 이는 플롯 장치로서 기능한다. 주인공이 이 거울을 통과하면 반대편에서 분신이 나타나 주인공의 체력을 1로 감소시킨다. 이 분신은 이후 물약을 훔치고 주인공을 지하 감옥에 던져넣는 등 방해가 된다. 주인공은 이 분신을 죽일 수 없는데, 둘이 생명을 공유하기 때문에 한쪽에게 가해진 피해가 다른 쪽에게도 영향을 미치기 때문이다. 따라서 주인공은 자신의 분신과 합쳐져야 한다.
8단계에서는 주인공이 출구에 도달하기 전에 문 뒤에 갇히게 된다. 이 단계에서 공주는 흰 쥐를 보내 문을 열어주어 다음 레벨로 진행할 수 있게 해준다.
12단계에서 주인공은 자신의 그림자 분신과 마주친다. 둘이 합쳐진 후에는 보이지 않는 다리를 건너 자파르와 싸우는 새로운 구역으로 갈 수 있다(마지막 체크포인트에 도달하면 플레이어가 시간 초과 후 사망하는 경우를 제외하고는 더 이상 게임 오버 화면이 나타나지 않는다). 자파르를 물리치면 그의 마법이 풀리고 공주를 구할 수 있다. 또한 게임 내 타이머는 자파르가 죽는 순간 멈추며, 남은 시간이 최고 점수 기록에 표시된다.

## 줄거리
이 게임은 중세 페르시아를 배경으로 한다. 술탄이 외국에서 전쟁을 치르는 동안, 마법사인 대신 자파르가 권력을 장악한다. 왕위 찬탈의 유일한 걸림돌은 술탄의 딸이다. 자파르는 공주를 탑에 가두고 자신의 아내가 되지 않으면 60분 안에 죽을 것이라 협박한다(수퍼 패미컴 버전에서는 더 길고 어려운 난이도로 인해 120분으로 연장됨). 공주가 사랑하는 이름 없는 주인공은 왕궁의 지하 감옥에 갇히게 된다. 공주를 구하기 위해서는 지하 감옥을 탈출하여 궁전 탑으로 가서 시간이 다하기 전에 자파르를 물리쳐야 한다. 경비병들과 각종 함정, 지하 감옥뿐만 아니라 마법 거울에서 나타난 주인공의 분신까지 그의 앞을 가로막는다.

## 포팅
| 공식                                                        | 공식                                         | 공식                                     | 공식                                     |
| 포팅                                                        | 출시일                                       | 개발자                                   | 출시자                                   |
| ----------------------------------------------------------- | -------------------------------------------- | ---------------------------------------- | ---------------------------------------- |
| 아미가                                                      | 1990년                                       | en:Domark                                | en:Domark                                |
| 암스트래드 CPC                                              | 1990년                                       | 보더번드                                 | 보더번드                                 |
| 아타리 ST                                                   | 1990년                                       | 보더번드                                 | 보더번드                                 |
| MS-DOS                                                      | 1990년                                       | 보더번드                                 | 보더번드                                 |
| en:SAM Coupe                                                | 1990년                                       | Chris 'Persil' White                     | Revelation                               |
| NEC PC-98                                                   | 1990년 7월                                   | en:Arsys Software                        | 리버힐소프트                             |
| X68000                                                      | 1991년 4월 30일                              | 리버힐소프트                             | 리버힐소프트                             |
| PC 엔진                                                     | 1991년 11월 8일                              | 리버힐소프트                             | 리버힐소프트                             |
| 세가 마스터 시스템                                          | 1992년                                       | en:Domark                                | en:Domark                                |
| 게임 기어                                                   | 1992년                                       | en:Domark                                | en:Domark                                |
| 메가 CD                                                     | 1992년                                       | 리버힐소프트                             | 리버힐소프트                             |
| 게임보이                                                    | 1992년 1월                                   | 버진 게임스                              | 버진 게임스                              |
| en:FM Towns                                                 | 1992년 6월                                   | 리버힐소프트                             | 리버힐소프트                             |
| 슈퍼 NES                                                    | 1992년 7월 3일 (JP) 1992년 11월 1일 (US, EU) | en:Arsys Software                        | Masaya (JP) 코나미 (US, EU)              |
| NES                                                         | 1992년 11월 2일                              | Virgin Games                             | Virgin Games                             |
| 매킨토시                                                    | 1992년                                       | 보더번드                                 | 보더번드                                 |
| 제네시스                                                    | 1993년                                       | en:Domark (EU) Tengen (US)               | en:Domark (EU) Tengen (US)               |
| 게임보이 컬러                                               | 1999년 4월 15일                              | Ed Magnin and Associates                 | en:Red Orb Entertainment                 |
| iOS (실제로는 "Retro". 2011년에 "Classic" 버전으로 대체됨.) | 2010년 5월 28일                              | 유비소프트                               | 유비소프트                               |
| iOS (실제로는 "Classic")                                    | 2011년 12월 19일                             | 유비소프트                               | 유비소프트                               |
| 닌텐도 3DS                                                  | 2012년 1월 19일                              | 유비소프트                               | 유비소프트                               |
| Wii                                                         | 2012년 1월 19일                              | 유비소프트                               | 유비소프트                               |
| 비공식                                                      |                                              |                                          |                                          |
| 포팅                                                        | 출시일                                       | 개발자                                   | 출시자                                   |
| 엔터프라이즈 128                                            | 1990년                                       | 보더번드                                 | 보더번드                                 |
| en:Electronika BK-0011M                                     | 1994년                                       | Evgeny Pashigorov, Pasha Sizykh          | Flame Association                        |
| ATM 터보                                                    | 1994년                                       | Honey Soft, Andrey Honichem              | Moscow                                   |
| ZX 스펙트럼                                                 | 1996년                                       | Nicodim                                  | Magic Soft MC Software                   |
| HP48/GX                                                     | 1998년                                       | Iki                                      | Iki                                      |
| TI-89, TI-92                                                | 2003년                                       | David Coz                                | David Coz                                |
| en:Commodore Plus 4                                         | 2007년                                       | GFW & ACW                                | GFW & ACW                                |
| 코모도어 64                                                 | 2011년                                       | Andreas Varga                            | Andreas Varga                            |
| 리눅스, 마이크로소프트 윈도우                               | 2014년                                       | David. SDLPoP라는 포트는 SDL을 사용한다. | David. SDLPoP라는 포트는 SDL을 사용한다. |
| 로쿠 (스트리밍 박스, 스마트 TV)                             | 2016년                                       | Marcelo Lv Cabral                        | Marcelo Lv Cabral                        |

## 평가
| 평가 |             |
| --- | ----------- |
| 평론 점수 평론사 점수 드래곤 (DOS) [ 23 ] EGM 32/40 (GEN) [ 24 ] Adventure Classic Gaming (DOS) [ 25 ] Génération 4 90% [ 3 ] Sega Force 94% (SMS) [ 26 ] |             |
| 평론 점수 |             |
| 평론사 | 점수        |
| 드래곤 | (DOS)       |
| EGM | 32/40 (GEN) |
| Adventure Classic Gaming | (DOS)       |
| Génération 4 | 90%         |
| Sega Force | 94% (SMS)   |